# Rezolucija Vijeća sigurnosti UN-a 1174
Rezolucijom Vijeća sigurnosti UN-a 1174, jednoglasno usvojenom 15. lipnja 1998., nakon pozivanja na rezolucije 1031 (1995.), 1035 (1995.), 1088 (1996.), 1103 (1997.), 1107 (1997.), 1144 (1997.) i 1168 (1998.), Vijeće je produžilo mandat Misije Ujedinjenih naroda u Bosni i Hercegovini (UNMIBH) na razdoblje koje završava 21. lipnja 1999. i ovlaštene države koje sudjeluju u Stabilizacijskim snagama predvođenim NATO-om (SFOR) da to nastave činiti sljedećih dvanaest mjeseci.
Vijeće sigurnosti istaknulo je važnost Daytonskog sporazuma (Općeg okvirnog sporazuma) i važnost koju Hrvatska i Savezna Republika Jugoslavija (Srbija i Crna Gora) imaju u mirovnom procesu u Bosni i Hercegovini. Povratak prognanika i izbjeglica bio je ključan za trajni mir u regiji, nakon što je glavni tajnik Kofi Annan izvijestio da su se izbjeglice suočavale s nasiljem prilikom povratka u svoja mjesta porijekla u Bosni i Hercegovini. 
Djelujući prema Poglavlju VII Povelje Ujedinjenih naroda, Vijeće je inzistiralo na suradnji svih strana s mirovnim sporazumima i Međunarodnim kaznenim sudom za bivšu Jugoslaviju (ICTY), ponovno potvrđujući ulogu Visokog predstavnika za Bosnu i Hercegovinu tijekom ovog proces. Priznato je da su strane ovlastile sadašnje multinacionalne snage da koriste silu ako je potrebno za provedbu Aneksa I. mirovnog sporazuma.
Države članice koje sudjeluju u SFOR-u, uspostavljenom Rezolucijom 1088, dobile su ovlaštenje za nastavak svojih operacija dodatnih dvanaest mjeseci; produljit će se i nakon ovog datuma ako to opravdava situacija u zemlji. Također je odobrio korištenje potrebnih mjera, uključujući upotrebu sile i samoobranu, kako bi se osiguralo poštivanje sporazuma i sigurnost i sloboda kretanja osoblja SFOR-a. U isto vrijeme, mandat UNMIBH-a, koji je uključivao i mandat Međunarodnih policijskih snaga (IPTF), produžen je do 21. lipnja 1999. godine. Zemlje su pozvane da osiguraju obuku, opremu i podršku lokalnim policijskim snagama u Bosni i Hercegovini.

## Vanjske poveznice
| Wikizvor | Engleski Wikizvor ima izvorni tekst na temu: United Nations Security Council Resolution 1174 |

- Text of the Resolution at undocs.org